# Nuoto ai Giochi della X Olimpiade - 200 metri rana femminili
La competizione 200 metri rana femminili di nuoto dei Giochi della X Olimpiade si è svolta nei giorni 7 e 9 agosto 1932 al Los Angeles Swimming Stadium.

## Risultati

### Primo turno
Si è svolto il 7 agosto. Le prime due di ogni serie più il miglior tempo in finale.
| Pos. | Atleta           | Nazione     | Tempo  |
| ---- | ---------------- | ----------- | ------ |
| 1    | Clare Dennis     | Australia   | 3'08"2 |
| 2    | Margaret Hoffman | Stati Uniti | 3'14"7 |
| 3    | Dorothy Prior    | Canada      | 3'33"2 |

| Pos. | Atleta               | Nazione       | Tempo  |
| ---- | -------------------- | ------------- | ------ |
| 1    | Else Jacobsen        | Danimarca     | 3'12"1 |
| 2    | Ann Govednik         | Stati Uniti   | 3'15"9 |
| 3    | Cecelia Wolstenholme | Gran Bretagna | 3'24"5 |
| 4    | Janet Sheather       | Canada        | 3'46"1 |

| Pos. | Atleta         | Nazione       | Tempo  |
| ---- | -------------- | ------------- | ------ |
| 1    | Hideko Maehata | Giappone      | 3:10.7 |
| 2    | Margery Hinton | Gran Bretagna | 3:13.5 |
| 3    | Jane Cadwell   | Stati Uniti   | 3:20.0 |
| 4    | Maria Lenk     | Brasile       | 3:26.6 |

### Finali
Si è svolta il 9 agosto.
| Pos.    | Atleta           | Nazione       | Tempo  |
| ------- | ---------------- | ------------- | ------ |
| Oro     | Clare Dennis     | Australia     | 3'06"3 |
| Argento | Hideko Maehata   | Giappone      | 3'06"4 |
| Bronzo  | Else Jacobsen    | Danimarca     | 3'07"1 |
| 4       | Margery Hinton   | Gran Bretagna | 3'11"7 |
| 5       | Margaret Hoffman | Stati Uniti   | 3'11"8 |
| 6       | Ann Govednik     | Stati Uniti   | 3'16"0 |
| 7       | Jane Cadwell     | Stati Uniti   | 3'18"2 |